# Distretto di El Tallán
Il distretto di El Tallán è uno dei nove distretti della provincia di Piura, in Perù. Si trova nella regione di Piura e si estende su una superficie di 116,52 chilometri quadrati.

Istituito il 19 febbraio 1965, ha per capitale la città di Sinchao; nel censimento 2005 contava 4.934 abitanti.